# 安德烈·普吕内-福煦
安德烈·普吕内-福煦（法語：André Prunet-Foch，1914年7月3日—2017年1月30日），法国外交官，安道尔大公代表。

## 生平
1914年7月3日生于塔布。
1977年5月17日至1980年5月12日，任安道尔大公代表。